# Agroekologi
Agroekologi är ett politiskt, praktiskt, spirituellt och vetenskapligt ramverk rörande ekologi och lantbruksvetenskap. Inom agroekologin anses det att vi bör efterlikna naturliga ekosystem för utformningen av hållbara jordbrukssystem.
Agroekologi är baserad på teknik och kunskap utvecklade av lokala jordbrukares erfarenheter. Både urgamla traditioner och nya innovationer, men med utgångspunkten att naturen vet bäst och att ekosystemet sätter spelreglerna. På ett jordbruk innebär detta att återvinna näring och energi, bygga jordstruktur och kvalitet, skapa och stötta genetisk och artdiversitet, främja stödjande tjänster som pollinering och integrera djurhållning i systemet. Resultatet av ett agrosystem som är designat efter ekosystemprinciper är resiliens, stabilitet, produktivitet och balans. 
Skillnaden mellan agroekologi och ekologiskt jordbruk är att agroekologi kräver radikala förändringar inom fyra tätt sammankopplade områden: sociala, politiska, ekonomiska och ekologiska, och en fundamental övergång bort från det industriella och nyliberala jordbruksparadigmet. 

### Webbkällor
- Agroecology, Sveriges Lantbruksuniversitet